# Vabres (Gard)
Vabres – miejscowość i gmina we Francji, w regionie Oksytania, w departamencie Gard.
Według danych na rok 1990 gminę zamieszkiwało 75 osób, a gęstość zaludnienia wynosiła 16 osób/km² (wśród 1545 gmin Langwedocji-Roussillon Vabres plasuje się na 826. miejscu pod względem liczby ludności, natomiast pod względem powierzchni na miejscu 1024.).